# Ulf Kirsten
Ulfert ("Ulf") Kirsten (Riesa, 4 december 1965) is een voormalig Duits profvoetballer. Tevens is hij de eerste speler die 100 interlands speelde voor twee nationale voetbalelftallen. Tegenwoordig is der Schwatte trainer bij het tweede team van Bayer Leverkusen dat uitkomt in de Regionalliga West. Daarnaast heeft hij een eigen stichting („Ulf Kirsten-Stiftung“) die zich bezighoudt met de jeugdspelers bij zijn oude club Dynamo Dresden.

## Clubcarrière

### Dynamo Dresden

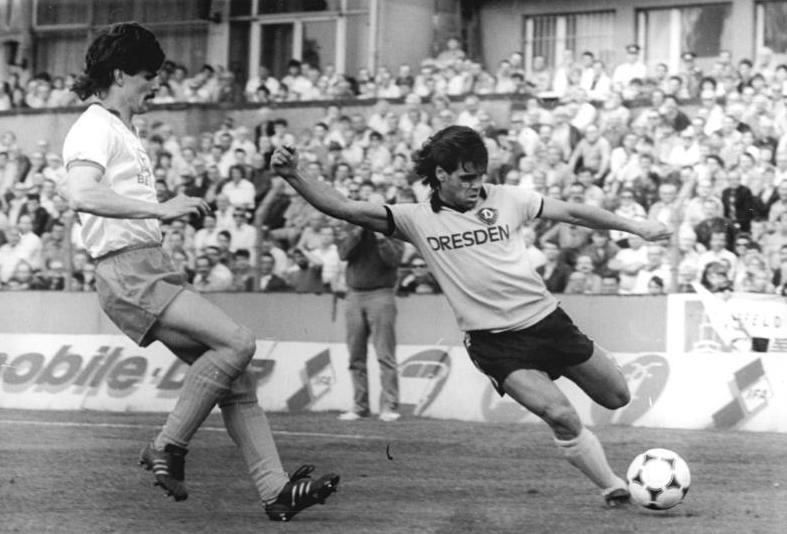
Kirsten in 1988

Kirsten begon zijn carrière in zijn geboortestad Riesa, hij startte bij BSG Chemie Riesa (1972–1978) en vertrok later naar BSG Stahl Riesa (1978–1979). Vanaf 1979 speelde hij in de jeugdelftallen van zijn eerste profclub Dynamo Dresden, dit was een van de meest succesvolle clubs in de DDR-Oberliga. In het seizoen 1983/84 brak hij uiteindelijk door tot het eerste elftal, vanaf dat moment was hij niet meer weg te denken uit het team van de Schwarz-Gelben. In 154 wedstrijden voor de Oost-Duitsers, scoorde hij 57 doelpunten. In Europees verband maakte hij 8 doelpunten in 21 wedstrijden. Het grootste internationale succes, was het bereiken van de halve finale van de UEFA Cup in het seizoen 1988/89. De finale werd maar op een haar na gemist, bij VfB Stuttgart werd het 0-1 nadat er in Dresden met 1-1 gelijk was gespeeld. Kirsten kende met Dynamo echter wel veel nationale successen, in de seizoenen 1988/89 en 1989/90 kroonde de club zich tot kampioen van de DDR-Oberliga. Daarnaast won hij in 1984 en 1985 de FDGB-Pokal ten koste van aartsrivaal BFC Dynamo Berlin en in 1990 ten koste van Eintracht Schwerin. In zijn laatste seizoen bij Dresden werd hij ook verkozen tot Voetballer van het Jaar in de DDR.

### Bayer Leverkusen
Als een van de eerste spelers, maakte Kirsten na de Duitse hereniging, de overgang naar de Bundesliga. Daar ontwikkelde hij zich bij Bayer Leverkusen tot een van de beste Duitse aanvallers van de jaren 90 . Dit was behoorlijk uitzonderlijk vanwege zijn bijzondere lichaamsbouw: Kirsten was enkel 1,72 m lang maar woog wel 81 kilogram. Als gevolg daarvan had hij een ongewoon laag zwaartepunt wat ervoor zorgde dat hij de bal goed kon beschermen ten opzichte van veel grotere verdedigers. Ook was hij erg wendbaar in de kleine ruimte, zijn speelstijl werd wel vergeleken met die van Gerd Müller. Ondanks zijn geringe lengte had hij een sterk ontwikkeld kopvermogen.
In de 350 competitiewedstrijden die Kirsten speelde voor Leverkusen kwam hij tot 182 doelpunten. Daarnaast scoorde hij in Europees verband nog 32 doelpunten in 54 wedstrijden. Ondanks alle doelpunten werd hij nooit kampioen met de arbeidersclub uit het Ruhrgebied, vaak eindigde de club als tweede achter de landskampioenen Bayern München en Borussia Dortmund. Wel bezorgde Kirsten de club in 1993 de DFB-Pokal, in de 77e minuut scoorde hij het enige doelpunt in de finale tegen de amateurs van Hertha BSC.
Ook de droom van Europees succes ging niet in vervulling, in het seizoen 1991/92 eindigde de club zowel in de competitie als in de DFB-Pokal, als tweede. In de Champions League werd hetzelfde resultaat gehaald, in de finale op Hampden Park werd er met 2-1 verloren van Real Madrid. Voor de zoveelste keer was Kirsten, die in de 65e minuut was ingevallen, second best.
Naast zijn uitverkiezing tot Beste Voetballer van de DDR, werd Kirsten nog drie keer topscorer in de Bundesliga, in het seizoen 1992/93 met 20 doelpunten, in het seizoen 1996/97 met 22 doelpunten en in het seizoen 1997/98 opnieuw met 22 doelpunten. Door zijn productiviteit staat hij op de vijfde plaats van de meest succesvolle doelpuntenmakers van de Bundesliga aller tijden.

## Interlandcarrière
Kirsten speelde exact 100 interlandwedstrijden, 49 voor de DDR en 51 voor Duitsland. In totaal maakte hij 34 doelpunten. Hij speelde zijn eerste interlandwedstrijden met het U-19 elftal van de DDR, zijn debuut maakte hij op 19-jarige leeftijd tegen Denemarken. Deze wedstrijd in Kopenhagen, gespeeld op 8 mei 1985, werd met 1-4 verloren. Voor het WK voetbal 1986, het EK voetbal 1988 en het WK voetbal 1990 wist de DDR zich niet te kwalificeren. Daarom speelde de spits pas op latere leeftijd zijn grote toernooien. Op 13 mei 1990 speelde Kirsten zijn laatste interland voor de DDR, de wedstrijd in het Maracanã tegen Brazilië werd met 3-3 gelijk gespeeld.
Op 14 oktober 1992 speelde hij vervolgens zijn eerste interland voor het Duitse elftal. Tijdens het WK voetbal 1994 en het WK voetbal 1998 behoorde hij tot de selectie van bondscoach Berti Vogts, tijdens het EK voetbal 1992 en het EK voetbal 1996 echter niet. Zodoende liep hij in 1996 de Europese titel mis, die het Duitse team in Engeland won. In 2000 werd hij vervolgens door bondscoach Erich Ribbeck weer bij de selectie gehaald voor het EK voetbal in Nederland en België. Op dit toernooi speelde hij zijn laatste interland, dit was tijdens de verloren groepswedstrijd tegen Portugal op 20 juni 2000.
| Interlanddoelpunten                   | Interlanddoelpunten | Interlanddoelpunten | Interlanddoelpunten                               | Interlanddoelpunten | Interlanddoelpunten | Interlanddoelpunten | Interlanddoelpunten |
| #                                     | Datum               | Locatie             | Wedstrijd                                         | Goal(s)             | Score               | Uitslag             | Wedstrijd           |
| ------------------------------------- | ------------------- | ------------------- | ------------------------------------------------- | ------------------- | ------------------- | ------------------- | ------------------- |
| namens Duitse Democratische Republiek |                     |                     |                                                   |                     |                     |                     |                     |
| 1                                     | 14/08/1985          | Oslo                | Noorwegen – Duitse Democratische Republiek        | 17'                 | 0 – 1               | 0 – 1               | Oefeninterland      |
| 2                                     | 19/02/1986          | Braga               | Portugal – Duitse Democratische Republiek         | 24'                 | 0 – 2               | 1 – 3               | Oefeninterland      |
| 3                                     | 29/10/1986          | Karl-Marx-Stadt     | Duitse Democratische Republiek – IJsland          | 90'                 | 2 – 0               | 2 – 0               | EK-kwalificatie     |
| 4                                     | 23/09/1987          | Gera                | Duitse Democratische Republiek – Tunesië          | 55'                 | 2 – 0               | 2 – 0               | Oefeninterland      |
| 5                                     | 10/10/1987          | Oost-Berlijn        | Duitse Democratische Republiek – Sovjet-Unie      | 46'                 | 1 – 0               | 1 – 1               | EK-kwalificatie     |
| 6                                     | 28/10/1987          | Maagdenburg         | Duitse Democratische Republiek – Noorwegen        | 14'                 | 1 – 0               | 3 – 1               | EK-kwalificatie     |
| 7                                     | 28/10/1987          | Maagdenburg         | Duitse Democratische Republiek – Noorwegen        | 54'                 | 3 – 1               | 3 – 1               | EK-kwalificatie     |
| 8                                     | 13/02/1989          | Caïro               | Egypte – Duitse Democratische Republiek           | 5'                  | 0 – 1               | 0 – 4               | Oefeninterland      |
| 9                                     | 13/02/1989          | Caïro               | Egypte – Duitse Democratische Republiek           | 84'                 | 0 – 3               | 0 – 4               | Oefeninterland      |
| 10                                    | 20/05/1989          | Leipzig             | Duitse Democratische Republiek – Oostenrijk       | 86'                 | 1 – 1               | 1 – 1               | WK-kwalificatie     |
| 11                                    | 23/08/1989          | Erfurt              | Duitse Democratische Republiek – Bulgarije        | 15'                 | 1 – 0               | 1 – 1               | Oefeninterland      |
| 12                                    | 28/03/1990          | Oost-Berlijn        | Duitse Democratische Republiek – Verenigde Staten | 17'                 | 1 – 0               | 3 – 2               | Oefeninterland      |
| 13                                    | 28/03/1990          | Oost-Berlijn        | Duitse Democratische Republiek – Verenigde Staten | 31'                 | 2 – 0               | 3 – 2               | Oefeninterland      |
| 14                                    | 28/03/1990          | Oost-Berlijn        | Duitse Democratische Republiek – Verenigde Staten | 66'                 | 3 – 1               | 3 – 2               | Oefeninterland      |
| namens Duitsland                      |                     |                     |                                                   |                     |                     |                     |                     |
| 1                                     | 14/04/1993          | Bochum              | Duitsland – Ghana                                 | 69'                 | 1 – 1               | 6 – 1               | Oefeninterland      |
| 2                                     | 13/10/1993          | Karlsruhe           | Duitsland – Uruguay                               | 70'                 | 4 – 0               | 5 – 0               | Oefeninterland      |
| 3                                     | 27/04/1994          | Abu Dhabi           | VA Emiraten – Duitsland                           | 67'                 | 0 – 1               | 0 – 2               | Oefeninterland      |
| 4                                     | 16/11/1994          | Tirana              | Albanië – Duitsland                               | 46'                 | 1 – 2               | 1 – 2               | EK-kwalificatie     |
| 5                                     | 14/12/1994          | Chisinau            | Moldavië – Duitsland                              | 7'                  | 0 – 1               | 0 – 3               | EK-kwalificatie     |
| 6                                     | 06/09/1995          | Neurenberg          | Duitsland – Georgië                               | 62'                 | 3 – 1               | 4 – 1               | EK-kwalificatie     |
| 7                                     | 02/04/1997          | Granada             | Albanië – Duitsland                               | 63'                 | 1 – 1               | 2 – 3               | WK-kwalificatie     |
| 8                                     | 02/04/1997          | Granada             | Albanië – Duitsland                               | 80'                 | 1 – 2               | 2 – 3               | WK-kwalificatie     |
| 9                                     | 02/04/1997          | Granada             | Albanië – Duitsland                               | 83'                 | 1 – 3               | 2 – 3               | WK-kwalificatie     |
| 10                                    | 06/09/1997          | Berlijn             | Duitsland – Portugal                              | 81'                 | 1 – 1               | 1 – 1               | WK-kwalificatie     |
| 11                                    | 10/09/1997          | Dortmund            | Duitsland – Armenië                               | 90'                 | 4 – 0               | 4 – 0               | WK-kwalificatie     |
| 12                                    | 25/03/1998          | Stuttgart           | Duitsland – Brazilië                              | 65'                 | 1 – 1               | 1 – 2               | Oefeninterland      |
| 13                                    | 05/06/1998          | Mannheim            | Duitsland – Luxemburg                             | 6'                  | 1 – 0               | 7 – 0               | Oefeninterland      |
| 14                                    | 05/06/1998          | Mannheim            | Duitsland – Luxemburg                             | 46'                 | 4 – 0               | 7 – 0               | Oefeninterland      |
| 15                                    | 14/10/1998          | Chisinau            | Moldavië – Duitsland                              | 19'                 | 1 – 1               | 1 – 3               | EK-kwalificatie     |
| 16                                    | 14/10/1998          | Chisinau            | Moldavië – Duitsland                              | 36'                 | 1 – 2               | 1 – 3               | EK-kwalificatie     |
| 17                                    | 04/06/1999          | Leverkusen          | Duitsland – Moldavië                              | 27'                 | 2 – 0               | 6 – 1               | EK-kwalificatie     |
| 18                                    | 26/04/2000          | Kaiserslautern      | Duitsland – Zwitserland                           | 84'                 | 1 – 1               | 1 – 1               | Oefeninterland      |
| 19                                    | 07/06/2000          | Freiburg            | Duitsland – Liechtenstein                         | 81'                 | 5 – 2               | 8 – 2               | Oefeninterland      |
| 20                                    | 07/06/2000          | Freiburg            | Duitsland – Liechtenstein                         | 86'                 | 7 – 2               | 8 – 2               | Oefeninterland      |

## Trivia
- Buiten het veld was Kirsten vooral bekend door zijn hevige baardgroei, dit leverde hem een sponsorcontract met Braun op voor elektrische scheerapparaten.
- Een bekend citaat van Kirsten is: "Wenn bei einem Auswärtsspiel keiner ruft: „Kirsten, du Arschloch“, dann weiß ich genau, dass ich schlecht bin." (Wanneer tijdens een uitwedstrijd niemand tegen mij schreeuwt: „Kirsten, je bent een klootzak“, dan weet ik zeker dat ik slecht heb gespeeld).
- Ulf Kirsten is verantwoordelijk voor de bijnaam „Zecke“ (teek) van de Duitse profvoetballer Andreas Neuendorf. Toen Neuendorf terugkwam van een doktersbezoek vanwege een ontstoken tekenbeet, riep Kirsten tegen hem: „Na da is sie ja wieder die Zecke!“ (Nou, daar heb je de teek weer!)
- Zijn zoon Benjamin Kirsten is actief als doelman.